# Mattias Grafström
Mattias Grafström, född 24 september 1980, är sedan 2024 FIFA:s generalsekreterare. Han har arbetat inom organisationen sedan 2016 och har sedan tidigare även varit vice-generalsekreterare. Grafström är uppvuxen i Uppsala men numera bosatt i Schweiz, han är även nederländsk medborgare. 